# Tiririzinho-do-mato
Falso-tódi-d'óculos ou tiririzinho-do-mato (Hemitriccus orbitatus) é uma espécie de ave da família Tyrannidae.
É endémica do Brasil.
Os seus habitats naturais são: florestas subtropicais ou tropicais húmidas de baixa altitude.
Está ameaçada por perda de habitat.